# Nécropole nationale de Cuts
Pour un article plus général, voir Sites funéraires et mémoriels de la Première Guerre mondiale (Front Ouest).
La nécropole nationale de Cuts est un cimetière militaire français de la Première Guerre mondiale, situé sur le territoire de la commune de Cuts dans le département de l'Oise. La nécropole nationale est située en bordure de la RD 934, en direction de Gournay,

## Historique
La nécropole de Cuts a été créée en 1920 pour rassembler les corps de soldats tués lors des batailles de l'Oise de 1914 et 1918. De 1920 à 1922, furent inhumés des corps exhumés de cimetières militaires provisoires de l'Oise.

## Caractéristiques
Le cimetière, d'une superficie de 10 270 m2, édifié par l'État français en mars 1920, rassemble 3 307 corps dont 1 770 dans deux ossuaires. S'y trouve également la tombe d'un soldat russe. C'est par le nombre de soldats inhumés, la plus importante nécropole nationale du département de l'Oise.
On a regroupé dans cette nécropole, dès sa création, des tombes provenant des cimetières militaires provisoires de : Carlepont, Caisnes, Autrêches : lieu-dit Chevillecourt, Nampcel, Lassigny, Plessis-de-Roye, Margny-aux-Cerises et Bailly, ainsi que du carré militaire du cimetière communal de Noyon.
Les dix premières tombes à droite en entrant sont des sépultures de soldats tués pendant la Seconde Guerre mondiale ; la plupart sont des musulmans tombés le 5 juin 1940, au cours de la Bataille de France.
Dès 1961, un monument est érigé à l’entrée du village, honorant les soldats du régiment d’infanterie coloniale du Maroc (RICM) créé en 1915, régiment qui a été le plus décoré de l’armée française, et en particulier son bataillon de soldats somaliens (AEF). En 2007, une stèle à la mémoire des tirailleurs est inaugurée par le Souvenir français. Puis le 19 juillet 2014, à l'occasion d'une cérémonie en l’honneur des soldats comoriens tombés dans l’Oise, les noms des 21 soldats comoriens morts dans le département sont inscrits sur une nouvelle stèle qui est dévoilée en présence, notamment, de 300 Comoriens, de soldats français et comoriens, d’élus et de représentants d’associations d’anciens combattants,.

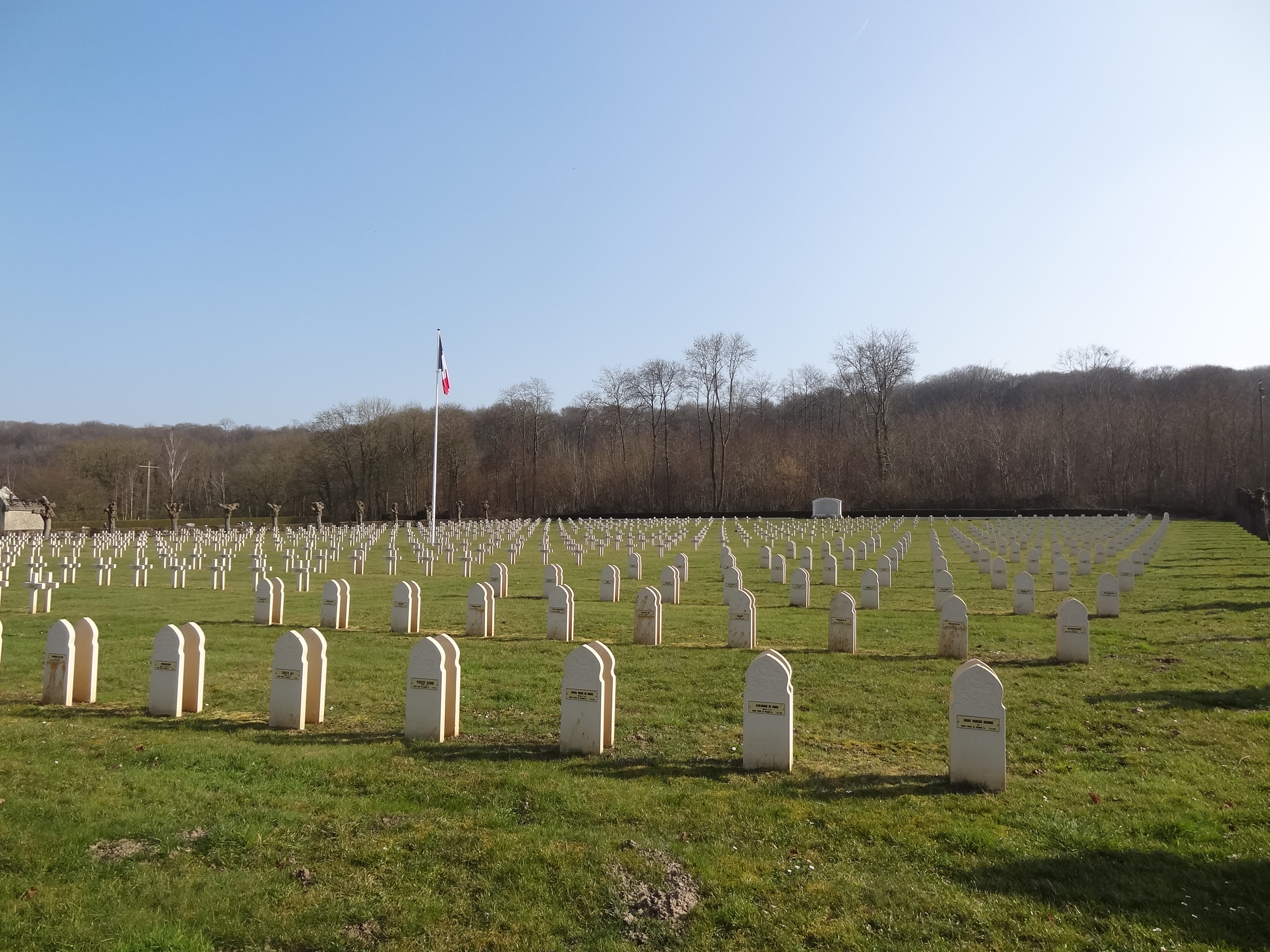
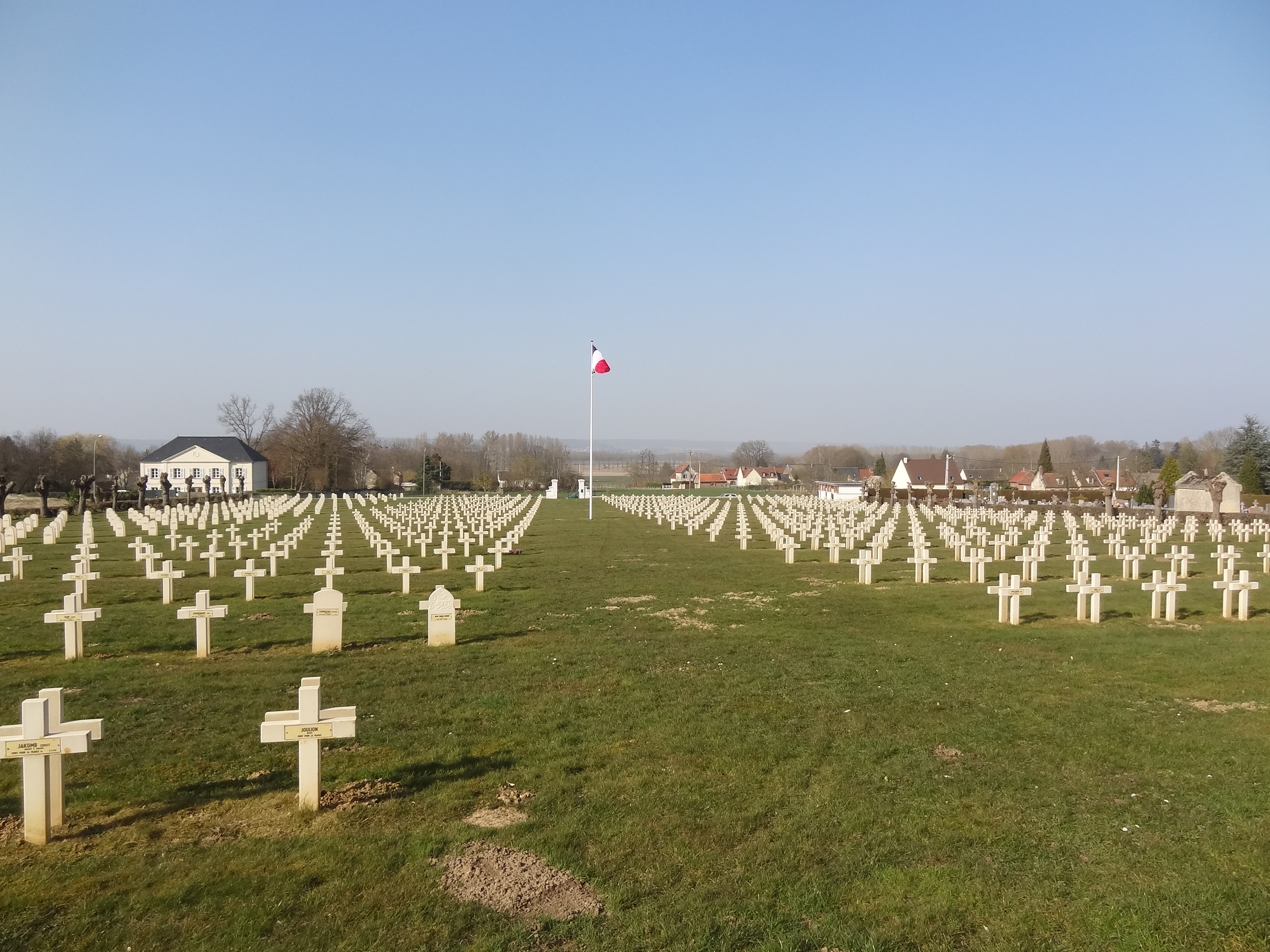
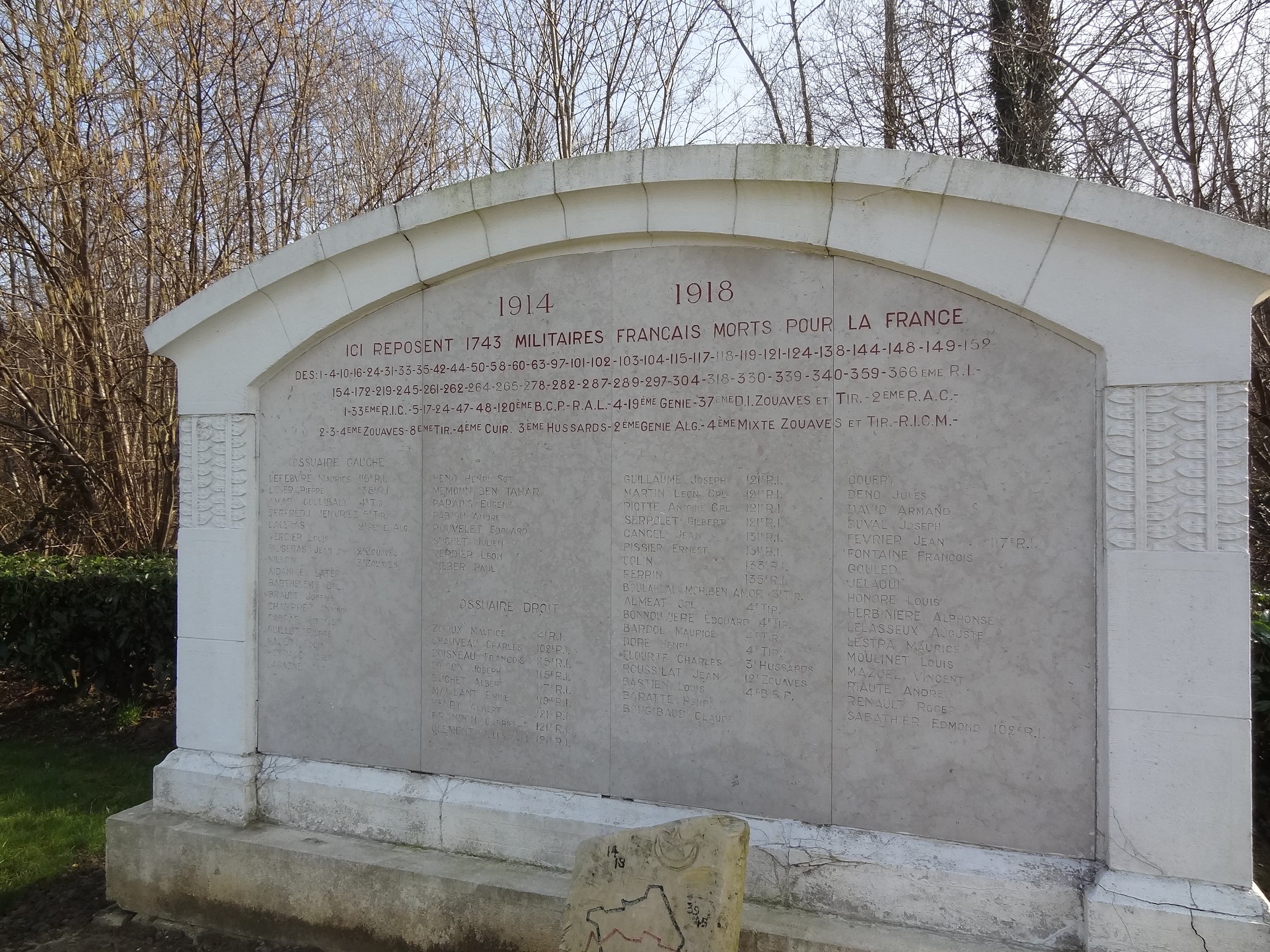
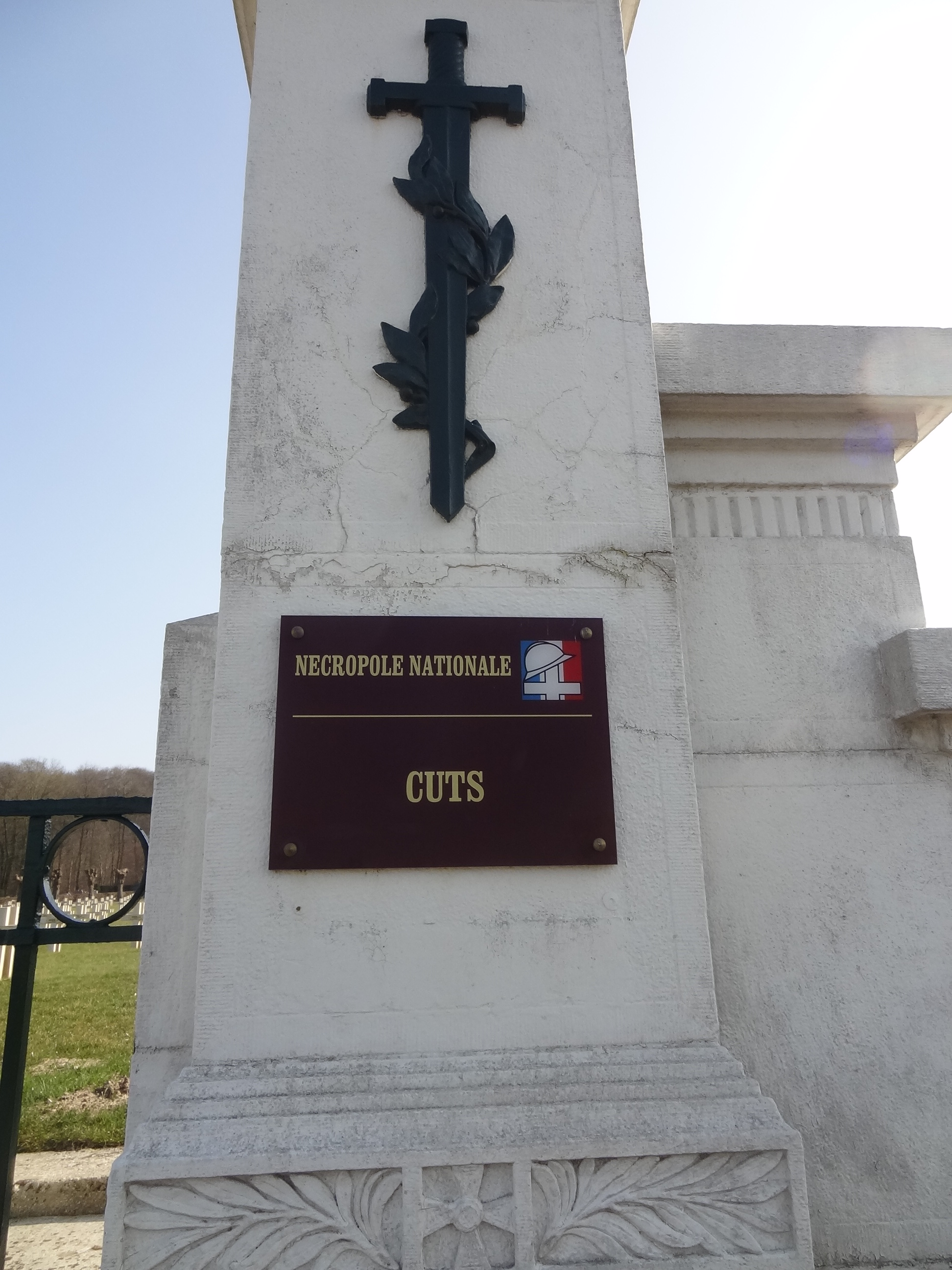
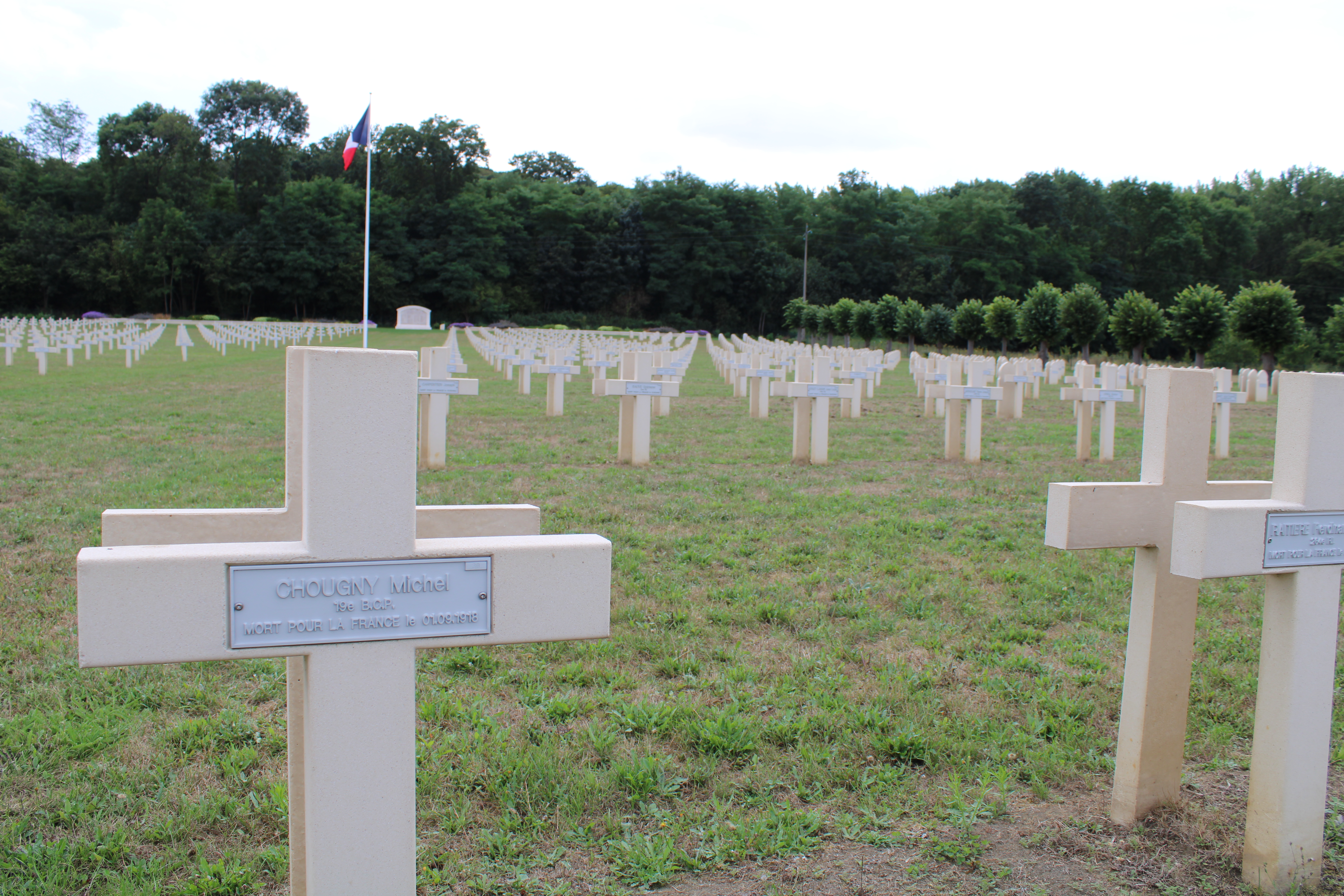
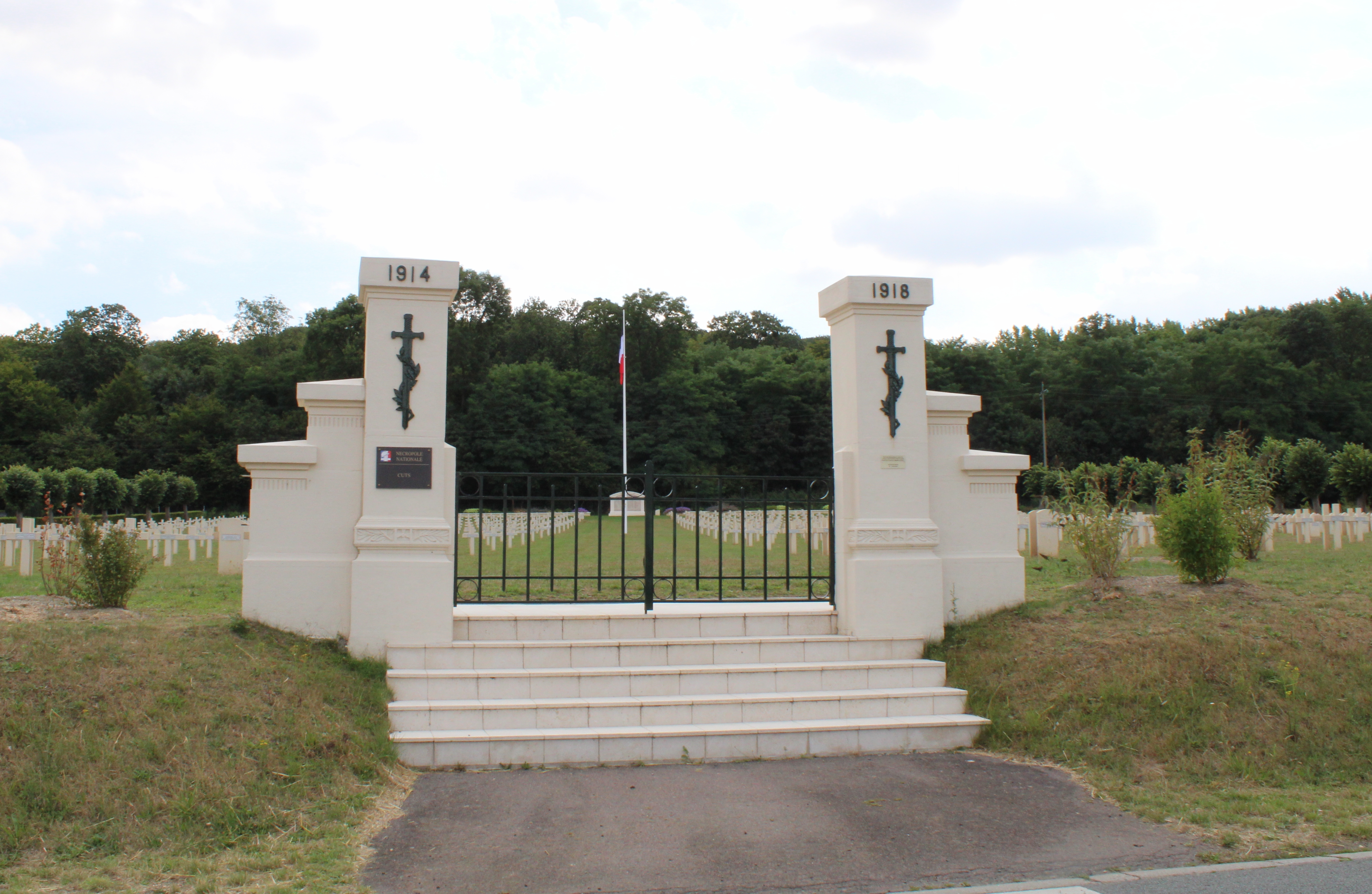